# Araneus aragua
Araneus aragua là một loài nhện trong họ Araneidae.
Loài này thuộc chi Araneus. Araneus aragua được Herbert Walter Levi miêu tả năm 2008.